# Ritualmord
Ritualmord är en form av vidskepelse som innebär dödande av människor i syfte att använda blodet eller andra delar av den dödades kropp i ritualer eller såsom särskild kraftig beståndsdel vid utövande av magi.
Feniciernas barnoffer, de förkristna nordbornas människooffer vid blot och aztekernas människooffer var således inte ritualmord. Däremot är ritualmord kända bland annat hos de afrikanska leopardmännen.
Under vår tidräknings två första århundraden beskylldes de första kristna för ritualmord av romarna, och 1900 anklagade boxarna under boxarupproret i Kina de där boende kristna för att ha mördat kinesiska barn i rituella syften. Liknande beskyllning mot judarna kan påvisas sedan slutet av 1100-talet, då den dök upp första gången i samband med utdrivningen av judarna ur Frankrike under Filip II. Senare har den falska anklagelsen då och då upprepats ända in på 1900-talet i nästan alla länder där judar är bosatta och har ofta lett till svåra förföljelser mot dessa.